# Thorsø (by)
 For alternative betydninger, se Thorsø. (Se også artikler, som begynder med Thorsø)
Thorsø er en by i Østjylland med 1.736 indbyggere  (2024) beliggende 7 km nordvest for Hammel, 17 km sydøst for Bjerringbro, 25 km nordøst for Silkeborg og 34 km nordvest for Aarhus. Thorsø ligger i kuperet terræn i den vestligste del af Favrskov Kommune i Region Midtjylland.

## Historie

### Kirken
Byen ligger i Thorsø Sogn. I byen ligger Thorsø Kirke, der er en romansk bygning fra 1200-tallet. En betydelig del af den gamle kirkes ydre blev ved en istandsættelse i 1867 erstattet af mursten.

### Jernbanen
Thorsø fik station på jernbanestrækningen Silkeborg-Laurbjerg (Gjernbanen) 12. november 1908, og byen blev jernbaneknudepunkt, da Hammelbanen blev forlænget fra Hammel til Thorsø 12. juli 1914.
Gjernbanen blev i årene 1916-20 forlænget med jernbanen
Bramming-Grindsted-Brande-Funder, så der opstod en diagonalbane, hvor der kørte tog skråt gennem Jylland mellem Randers og Esbjerg.
Hammelbanen blev nedlagt 31. marts 1956. Persontrafikken på Diagonalbanen blev nedlagt 23. maj 1971. Godstrafikken Thorsø-Laurbjerg fortsatte dog til 25. september 1971.
På Natursti "Gjernbanen" kan man nu vandre og cykle på Diagonalbanens tracé mellem Laurbjerg og Resenbro. Gennem Thorsø er der dog anlagt veje og torv på banetracéet, så stien følger vejnettet. Også mellem Resenbro og Silkeborg og andre steder er der anlagt sti på Diagonalbanens tracé.

### Erhvervslivet
I byen finder man møbelfabrikken Thorsø Møbler, der blev startet som snedkeri og tømrervirksomhed tilbage i 1950'erne. Virksomheden har i over 20 år produceret møbler og inventar til uddannelsessektoren. 
Siden 1986 har virksomheden SolarVenti produceret luftsolfangere.